# Jedrenje na OI 2012.
Jedrenje na OI 2012. u Londonu održavalo se od 28. srpnja do 11. kolovoza. Natjecanja su se održavala u vodama ispred Weymoutha i otoka Portlanda.

## Osvajači odličja

### Muškarci
| Kategorija        | Zlato                                    | Srebro                                              | Bronca                                      |
| Jedrenje na dasci | Nizozemska Dorian van Rijsselberghe      | Ujedinjeno Kraljevstvo Nick Dempsey                 | Poljska Przemysław Miarczyński              |
| Laser             | Australija Tom Slingsby                  | Cipar Pavlos Kontides                               | Švedska Rasmus Myrgren                      |
| Finn              | Ujedinjeno Kraljevstvo Ben Ainslie       | Danska Jonas Høgh-Christensen                       | Francuska Jonathan Lobert                   |
| 470               | Australija Mathew Belcher Malcolm Page   | Ujedinjeno Kraljevstvo Luke Patience Stuart Bithell | Argentina Lucas Calabrese Juan de la Fuente |
| Zvijezda          | Švedska Fredrik Lööf Max Salminen        | Ujedinjeno Kraljevstvo Iain Percy Andrew Simpson    | Brazil Robert Scheidt Bruno Prada           |
| 49                | Australija Nathan Outteridge Iain Jensen | Novi Zeland Peter Burling Blair Tuke                | Danska Allan Nørregaard Peter Lang          |

### Žene
| Kategorija        | Zlato                                                   | Srebro                                             | Bronca                                            |
| Jedrenje na dasci | Španjolska Marina Alabau                                | Finska Tuuli Petäjä                                | Poljska Zofia Klepacka                            |
| Laser Radial      | NR Kina Xu Lijia                                        | Nizozemska Marit Bouwmeester                       | Belgija Evi Van Acker                             |
| 470               | Novi Zeland Jo Aleh Olivia Powrie                       | Ujedinjeno Kraljevstvo Hannah Mills Saskia Clark   | Nizozemska Lisa Westerhof Lobke Berkhout          |
| Eliot             | Španjolska Támara Echegoyen Ángela Pumariega Sofía Toro | Australija Olivia Price Nina Curtis Lucinda Whitty | Finska Silja Lehtinen Silja Kanerva Mikaela Wulff |

## Rezultati hrvatskih jedriličara
Muškarci
| Športaš                     | Događaj | Utrka | Utrka | Utrka | Utrka | Utrka | Utrka | Utrka | Utrka | Utrka | Utrka | Utrka | Utrka | Utrka | Utrka | Utrka | Utrka | Neto bodovi | Ukupna pozicija |
| Športaš                     | Događaj | 1     | 2     | 3     | 4     | 5     | 6     | 7     | 8     | 9     | 10    | 11    | 12    | 13    | 14    | 15    | M*    | Neto bodovi | Ukupna pozicija |
| --------------------------- | ------- | ----- | ----- | ----- | ----- | ----- | ----- | ----- | ----- | ----- | ----- | ----- | ----- | ----- | ----- | ----- | ----- | ----------- | --------------- |
| Luka Mratović               | RS:X    | 24    | 19    | 26    | 20    | 22    | 11    | 14    | 16    | 18    | 36    | NO    | NO    | NO    | NO    | NO    | EL    | 170         | 21              |
| Tonči Stipanović            | Laser   | 5     | 6     | 20    | 4     | 3     | 1     | 8     | 13    | 6     | 15    | NO    | NO    | NO    | NO    | NO    | 16    | 77          | 4               |
| Ivan Kljaković Gašpić       | Finn    | 3     | 3     | 7     | 9     | 5     | 6     | 3     | 7     | 4     | 10    | NO    | NO    | NO    | NO    | NO    | 8     | 55          | 5               |
| Šime Fantela Igor Marenić   | 470     | DSQ   | 13    | 9     | 10    | 8     | 5     | 15    | 1     | 2     | 22    | NO    | NO    | NO    | NO    | NO    | 2     | 87          | 6               |
| Petar Cupać Pavle Kostov    | 49er    | 13    | 17    | 8     | 15    | 13    | 14    | 17    | 4     | 19    | 15    | 17    | 3     | 14    | 12    | 19    | EL    | 181         | 17              |
| Dan Lovrović Marin Lovrović | Star    | 8     | 12    | 16    | 15    | 14    | 13    | 14    | 15    | 12    | 15    | NO    | NO    | NO    | NO    | NO    | EL    | 116         | 16              |

Žene
| Športašica                 | Događaj      | Utrka | Utrka | Utrka | Utrka | Utrka | Utrka | Utrka | Utrka | Utrka | Utrka | Utrka | Neto bodovi | Ukupna pozicija |
| Športašica                 | Događaj      | 1     | 2     | 3     | 4     | 5     | 6     | 7     | 8     | 9     | 10    | M*    | Neto bodovi | Ukupna pozicija |
| -------------------------- | ------------ | ----- | ----- | ----- | ----- | ----- | ----- | ----- | ----- | ----- | ----- | ----- | ----------- | --------------- |
| Tina Mihelić               | Laser Radial | 14    | 12    | 22    | 25    | 17    | 25    | 14    | 13    | 14    | 17    | EL    | 148         | 17              |
| Enia Ninčević Romana Župan | 470          | 4     | 16    | 13    | 11    | 20    | 11    | 8     | 20    | 19    | 14    | EL    | 115         | 17              |

M = Utrka za medalju, dvostruki bodovi; EL = Eliminacija – bez sudjelovanja u utrci za medalju